# Plants of the World Online
Plants of the World Online é uma banco ou base de dados online publicado pelo Royal Botanic Gardens, Kew. Foi lançado em março de 2017 com o objetivo final de "permitir que os usuários acessem informações sobre todas as plantas com sementes conhecidas do mundo até 2020". O foco inicial foi em Floras tropicais africanas, particularmente Flora Zambesiaca, Flora da África Tropical Ocidental e Flora da África Oriental Tropical.
O banco de dados usa a mesma fonte taxonômica que a Lista Mundial de Famílias de Plantas Selecionadas de Kew, que é o Índice Internacional de Nomes de Plantas.